# Sepulcros dos Condes de Barcelona
O Condado de Barcelona foi criado no ano 801 por Carlos Magno no território da marca de fronteira. O título nobiliárquico de Conde de Barcelona começou por ser usado por dignitários nomeados pelo rei franco, mais tarde soberanos dos Condados catalães (o que se tornaria a partir de 1064 de forma incipiente o Principado da Catalunha). O título passa a ser hereditário com Vifredo I de Barcelona e a partir de 1137, com a união dinástica com Aragão levada a cabo por Raimundo Berengário IV de Barcelona, passa a ser ostentado pelos reis da Coroa de Aragão. Durante alguns períodos tumultuosos e bélicos o título foi atribuído a dignitários de diferentes nacionalidades.
Esta lista indica as diferentes localizações dos sepulcros dos Condes de Barcelona.

## Dinastia de BarcelonadoCondado de Barcelona
| #  | Nome                                                  |  | Período de governação | Sepulcro                                                                                | Causa da morte                                               | Notas |
| -- | ----------------------------------------------------- |  | --------------------- | --------------------------------------------------------------------------------------- | ------------------------------------------------------------ | --- |
| 1  | Vifredo I de Barcelona                                |  | 878 - 897             | Mosteiro de Santa Maria de Ripoll                                                       | Em batalha                                                   | Esteve primeiramente sepultado na Abadia de San Martín del Canigó |
| 2  | Vifredo II de Barcelona (também foi chamado Borrel I) |  | 897 - 911             | Mosteiro de São Paulo do Campo em Barcelona                                             | -                                                            | Morre sem descendência, as suas posses passam para o seu irmão Suniário |
| 3  | Suniário I de Barcelona                               |  | 911 - 947             | Crê-se ter sido sepultado no Mosteiro de Santa Maria de Ripoll                          | -                                                            | O sepulcro tem paradeiro desconhecido. |
| 4  | Mirão I de Barcelona                                  |  | 911 - 947             | Crê-se ter sido sepultado no Mosteiro de Santa Maria de Ripoll                          | -                                                            | Governou com o irmão Borrel e não casou nem teve descendência. O sepulcro tem paradeiro desconhecido. |
| 5  | Borrel II de Barcelona                                |  | 947 - 992             | É provável que tenha feito testamento em La Seu d'Urgell seis dias antes de morrer      | -                                                            | Governou com os filhos a partir de 986. O sepulcro tem paradeiro desconhecido. |
| 6  | Raimundo Borrel I de Barcelona                        |  | 992 - 1017            | Crê-se ter sido sepultado na Igreja românica anterior à Catedral de Barcelona           | -                                                            | O sepulcro tem paradeiro desconhecido. |
| 7  | Berengário Raimundo I de Barcelona                    |  | 1021 - 1035           | Crê-se ter sido sepultado no Mosteiro de Santa Maria de Ripoll, Principado da Catalunha | -                                                            | A mãe Ermesinda de Carcassona foi regente. O sepulcro tem paradeiro desconhecido. Na imagem o sepulcro românico de Ermesinda na Catedral de Girona. |
| 8  | Raimundo Berengário I de Barcelona                    |  | 1035 - 1076           | Catedral de Barcelona, Principado da Catalunha                                          | -                                                            | O sepulcro esteve até 1545 na Catedral de Girona. |
| 9  | Raimundo Berengário II de Barcelona                   |  | 1076 - 1082           | Catedral de Girona, Principado da Catalunha                                             | Assassinato, talvez instigado pelo irmão, durante uma caçada | |
| 10 | Berengário Raimundo II de Barcelona                   |  | 1076 - 1097           | Catedral de Girona, Principado da Catalunha                                             | Morreu em peregrinação à Terra Santa.                        | Governou com o irmão Raimundo. O sepulcro tem paradeiro desconhecido. |
| 11 | Raimundo Berengário III de Barcelona                  |  | 1097 - 1131           | Mosteiro de Santa Maria de Ripoll, Principado da Catalunha                              |                                                              | |
| 12 | Raimundo Berengário IV de Barcelona                   |  | 1131 - 1162           | Mosteiro de Santa Maria de Ripoll, Principado da Catalunha                              |                                                              | Trata-se de um cenotáfio pago pela Ordem Equestre do Santo Sepulcro de Jerusalém em 1893. O sepulcro original foi profanado durante a Campanha do Rossilhão, e alguns anos mais tarde quando se despoletou a primeira guerra carlista, foi novamente profanado, incendiado e destruído. |

## Dinastia de BarcelonadaCoroa de Aragão
| #  | Nome                                   |  | Período de governação | Sepulcro                                          | Causa da morte              | Notas                                                                                  |
| -- | -------------------------------------- |  | --------------------- | ------------------------------------------------- | --------------------------- | -------------------------------------------------------------------------------------- |
| 13 | Afonso II de Aragão e I de Barcelona   |  | 1163 - 1196           | Mosteiro de Poblet, Principado da Catalunha       |                             |                                                                                        |
| 14 | Pedro II de Aragão e I de Barcelona    |  | 1196 - 1213           | Mosteiro de Santa Maria de Sixena                 | Morreu na batalha de Muret. |                                                                                        |
| 15 | Jaime I                                |  | 1213 - 1276           | Mosteiro de Poblet, Principado da Catalunha       |                             |                                                                                        |
| 16 | Pedro III de Aragão e II de Barcelona  |  | 1276 - 1285           | Mosteiro de Santes Creus, Principado da Catalunha |                             |                                                                                        |
| 17 | Afonso III de Aragão e II de Barcelona |  | 1285 - 1291           | Catedral de Barcelona, Principado da Catalunha    |                             | O seu sepulcro é o da esquerda na foto.                                                |
| 18 | Jaime II                               |  | 1291 - 1327           | Mosteiro de Santes Creus, Principado da Catalunha |                             |                                                                                        |
| 19 | Afonso IV de Aragão e III de Barcelona |  | 1327 - 1336           | Sé Velha de Lérida, Principado da Catalunha       |                             |                                                                                        |
| 20 | Pedro IV de Aragão e III de Barcelona  |  | 1336 - 1387           | Mosteiro de Poblet, Principado da Catalunha       |                             |                                                                                        |
| 21 | João I                                 |  | 1387 - 1396           | Mosteiro de Poblet, Principado da Catalunha       |                             |                                                                                        |
| 22 | Martim I                               |  | 1396 - 1410           | Mosteiro de Poblet, Principado da Catalunha       |                             | É o último rei em linha direta da Dinastia de Barcelona. Morreu sem sucessor legítimo. |

- Interregno (1410-1412): Compromisso de Caspe

## Dinastia de Trastâmara
| #  | Nome                                 |  | Período de governação | Sepulcro                                    | Causa da morte | Notas                                                                            |
| -- | ------------------------------------ |  | --------------------- | ------------------------------------------- | -------------- | -------------------------------------------------------------------------------- |
| 23 | Fernando I                           |  | 1412 - 1416           | Mosteiro de Poblet, Principado da Catalunha |                |                                                                                  |
| 24 | Afonso V de Aragão e IV de Barcelona |  | 1416 - 1458           | Mosteiro de Poblet, Principado da Catalunha |                |                                                                                  |
| 25 | João II                              |  | 1458 - 1462           |                                             |                | Esteve em guerra com as instituições catalãs (Generalidade e Conselho de Cento). |

### Guerra civil com as instituições catalãs (1462 - 1472): Condes nomeados pelaGeneralidade
| #  | Nome                                            |  | Período de governação | Sepulcro                                                    | Causa da morte            | Notas |
| -- | ----------------------------------------------- |  | --------------------- | ----------------------------------------------------------- | ------------------------- | --- |
| 26 | Henrique IV de Castela e I de Barcelona         |  | 1462                  | Mosteiro Real de Santa Maria de Guadalupe, Coroa de Castela |                           | Renuncia pelo Tratado de Baiona no mesmo ano.                                                                     |
| 27 | Condestável de Portugal e Pedro IV de Barcelona |  | 1464 - 1466           | Igreja de Santa Maria do Mar, Principado da Catalunha       | Provavelmente envenenado. | |
| 28 | Renato I                                        |  | 1466 - 1472           | Catedral de Angers, Ducado de Anjou                         |                           | Envia João II de Lorena para levar a cabo algumas campanhas militares e com a morte deste fica decidida a guerra. |

### Dinastia de Trastâmara(continuação)
| #  | Nome        |  | Período de governação | Sepulcro                                                    | Causa da morte | Notas |
| -- | ----------- |  | --------------------- | ----------------------------------------------------------- | -------------- | ----- |
| 29 | João II     |  | 1472 - 1479           | Mosteiro de Poblet, Principado da Catalunha                 |                |       |
| 30 | Fernando II |  | 1479 - 1516           | Capela Real de Granada, Reino de Granada (Coroa de Castela) |                |       |

## Dinastia de Habsburgo
| #  | Nome                                    |  | Período de governação | Sepulcro                               | Causa da morte | Notas |
| -- | --------------------------------------- |  | --------------------- | -------------------------------------- | -------------- | --- |
| 31 | Carlos I                                |  | 1516 - 1558           | Mosteiro do Escorial, Coroa de Castela | Malária        | Após abdicar da Coroa continuará como Conde de Barcelona até à data de morte. Sepultado no Escorial em 1574.                                                           |
| 32 | Filipe II de Castela e I de Barcelona   |  | 1558 - 1598           | Mosteiro do Escorial, Coroa de Castela |                | |
| 33 | Filipe III de Castela e II de Barcelona |  | 1598 - 1621           | Mosteiro do Escorial, Coroa de Castela |                | |
| 34 | Filipe IV de Castela e III de Barcelona |  | 1621 - 1641           |                                        |                | Ao invadir o Principado da Catalunha em janeiro de 1641, no seguimento da Guerra dos Segadores, a Generalidade da Catalunha retira-lhe o título de Conde de Barcelona. |

### Guerra catalã contraCastela(1641 - 1659)
O Presidente da Generalidade da Catalunha, Pau Claris, proclama a República a 16 de janeiro de 1641, morrerá envenenado no mês seguinte, mas a República será vigente até ao final desse ano.
| #  | Nome                                 |  | Período de governação | Sepulcro                                 | Causa da morte | Notas                                                               |
| -- | ------------------------------------ |  | --------------------- | ---------------------------------------- | -------------- | ------------------------------------------------------------------- |
| 35 | Luís XIII de França e I de Barcelona |  | 1642 - 1643           | Basílica de Saint-Denis, Reino da França |                | Nomeado pela Generalidade da Catalunha. Sepulcro destruído em 1793. |
| 36 | Luís XIV de França e II de Barcelona |  | 1643 - 1659           | Basílica de Saint-Denis, Reino da França |                | Nomeado pela Generalidade da Catalunha. Sepulcro destruído em 1793. |

### Dinastia de Habsburgo(continuação)
| #  | Nome                                    |  | Período de governação | Sepulcro                               | Causa da morte                                           | Notas                                         |
| -- | --------------------------------------- |  | --------------------- | -------------------------------------- | -------------------------------------------------------- | --------------------------------------------- |
| 37 | Filipe IV de Castela e III de Barcelona |  | 1659 - 1665           | Mosteiro do Escorial, Coroa de Castela |                                                          | Por segunda vez, após o Tratado dos Pirenéus. |
| 38 | Carlos II                               |  | 1665 - 1700           | Mosteiro do Escorial, Coroa de Castela | Múltiplos e graves problemas de saúde; sem descendência. |                                               |

## Dinastia de Bourbon
| #  | Nome                                  |  | Período de governação | Sepulcro | Causa da morte | Notas                                                       |
| -- | ------------------------------------- |  | --------------------- | -------- | -------------- | ----------------------------------------------------------- |
| 39 | Filipe V de Castela e IV de Barcelona |  | 1700 - 1705           |          |                | Durante o reinado despoleta a Guerra da Sucessão Espanhola. |

### Guerra da sucessão espanhola (1701 - 1713/15)
| #  | Nome                                                           |  | Período de governação | Sepulcro                                                 | Causa da morte | Notas |
| -- | -------------------------------------------------------------- |  | --------------------- | -------------------------------------------------------- | -------------- | ----- |
| 40 | Carlos VI do Sacro Império Romano-Germânico e III de Barcelona |  | 1706 - 1714           | Cripta Imperial de Viena, Sacro Império Romano-Germânico |                |       |

### Dinastia de Bourbon(continuação séc. XVIII)
| #  | Nome                                  |  | Período de governação | Sepulcro                                                     | Causa da morte             | Notas |
| -- | ------------------------------------- |  | --------------------- | ------------------------------------------------------------ | -------------------------- | --- |
| 41 | Filipe V de Castela e IV de Barcelona |  | 1714 - 1724           | Palacio Real de La Granja de San Ildefonso, Coroa de Castela |                            | Faz aprovar os Decretos da Nova Planta que tratam de abolir os antigos Reinos medievais e respetivos direitos. Em 1724 abdica a favor do filho.       |
| 42 | Luís I de Espanha                     |  | 1724                  | Mosteiro do Escorial, Espanha                                | Varíola                    | |
| 43 | Filipe V de Castela                   |  | 1724 - 1746           | Palacio Real de La Granja de San Ildefonso, Espanha          | Acidente vascular cerebral | Volta a reinar após a morte prematura do filho. |
| 44 | Fernando VI de Espanha                |  | 1746 - 1759           | Convento das Salesas Reales (Madrid)                         | Loucura e demência         | |
| 45 | Carlos III de Espanha                 |  | 1759 - 1788           | Mosteiro do Escorial, Espanha                                |                            | |
| 46 | Carlos IV de Espanha                  |  | 1788 - 1808           |                                                              |                            | Abdica a favor do filho em 1808, que conspira contra ele no que ficou conhecido como "Conjura do Escorial" e que provocou depois o Motim de Aranjuez. |

### Guerra Peninsular
| #  | Nome                    |  | Período de governação | Sepulcro                      | Causa da morte | Notas |
| -- | ----------------------- |  | --------------------- | ----------------------------- | -------------- | --- |
| 47 | Fernando VII de Espanha |  | 1808                  |                               |                | Abdica a favor do pai quando reunida a família real espanhola com Napoleão Bonaparte em Baiona. |
| 48 | Carlos IV de Espanha    |  | 1808                  | Mosteiro do Escorial, Espanha |                | Abdica a favor de José Bonaparte quando reunida a família real espanhola com Napoleão Bonaparte, seu irmão, em Baiona.                                                                                          |
| 49 | José Bonaparte          |  | 1808 - 1812           | Palácio dos Inválidos, França |                | |
| 50 | Napoleão Bonaparte      |  | 1812 - 1814           | Palácio dos Inválidos, França |                | Anexa o Principado da Catalunha em 1810, cujos Decretos de anexação são publicados a 2 de fevereiro de 1812. O armistício foi assinado a 25 de abril de 1814, com a consequente evacuação das tropas francesas. |

### Dinastia de Bourbon(continuação 1a metade séc. XIX)
| #  | Nome                    |  | Período de governação | Sepulcro                      | Causa da morte | Notas                                                                                 |
| -- | ----------------------- |  | --------------------- | ----------------------------- | -------------- | ------------------------------------------------------------------------------------- |
| 51 | Fernando VII de Espanha |  | 1814 - 1833           | Mosteiro do Escorial, Espanha |                |                                                                                       |
| 52 | Isabel II de Espanha    |  | 1808 - 1868           | Mosteiro do Escorial, Espanha |                | Exilada em França como consequência da Revolução de 1868, deixando um vazio de poder. |

### Dinastia de Saboia
| #  | Nome                |  | Período de governação | Sepulcro                             | Causa da morte | Notas |
| -- | ------------------- |  | --------------------- | ------------------------------------ | -------------- | --- |
| 53 | Amadeu I de Espanha |  | 1871 - 1873           | Basílica de Superga, Reino de Itália |                | Abdica em 1873 por iniciativa própria, após vários dilemas, entre os quais a Terceira Guerra Carlista e abrindo passo à implantação da Primeira República Espanhola. |

### III Guerra Carlista (1872 - 76) e I República Espanhola (1873 - 74)
Período de grande agitação popular, política e bélica. Carlos VII é pretendente ao trono espanhol e promete ao governo da Catalunha o restabelecimento da Generalidade e de outros direitos perdidos com os Decretos da Nova Planta. Em Madrid a República tem por Presidente dois catalães: primeiro Estanislao Figueras e depois Francisco Pi i Margall, ambos demitem sem conseguirem implementar as suas políticas.

### Dinastia de Bourbon(continuação 2a metade séc. XIX)
| #  | Nome                   |  | Período de governação | Sepulcro                      | Causa da morte           | Notas                                                              |
| -- | ---------------------- |  | --------------------- | ----------------------------- | ------------------------ | ------------------------------------------------------------------ |
| 54 | Afonso XII de Espanha  |  | 1874 - 1885           | Mosteiro do Escorial, Espanha | Tuberculose e disenteria |                                                                    |
| 55 | Afonso XIII de Espanha |  | 1885 - 1873           | Mosteiro do Escorial, Espanha |                          | Abdica em 1930 após a vitória republicana nas eleições municipais. |

### Segunda República Espanhola
Francesc Macià proclama a República Catalã em Barcelona a 14 de abril de 1931 e ato seguido Niceto Alcalá-Zamora faz o mesmo em Madrid. Lluís Companys proclamará o Estado Catalão a 6 de outubro de 1934, sendo preso em seguida e libertado em 1936. Exila-se em França, mas é capturado pelas forças nazis e entregue aos franquistas que o fuzilam em Barcelona em 1940.

### Guerra civileFranquismo
A guerra desenrola-se entre 1936 e 1939 com a vitória do que se tornaria a ditadura franquista.
| #  | Nome                        |  | Período     | Sepulcro                      | Causa da morte | Notas |
| -- | --------------------------- |  | ----------- | ----------------------------- | -------------- | --- |
| 56 | João de Borbon e Battenberg |  | 1987 - 1993 | Mosteiro do Escorial, Espanha |                | Auto-proclama-se Conde de Barcelona durante o seu exílio, só sendo ratificado o título com o Real Decreto de 6 de novembro de 1987. Negociou com Franco os direitos dinásticos, que finalmente foram atribuídos ao filho Juan Carlos pelo ditador. |